# Rulle Rustibus
Rulle Rustibus var en svensk tidig serieklassiker av Axel Bäckman som handlade om ett busfrö i Buster Browns anda. Serien dök upp redan 1917 i tidningen Allt för Alla, då under titeln Burre-Busse, men blev inte långlivad där. Några år senare återupplivade Bäckman serien under det nya namnet Rulle Rustibus i tidningen Vårt Hem.
 Artikeln var, i den version den hade den 20 januari 2006, helt eller delvis hämtad från Seriewikin (hos Seriefrämjandet): Rulle Rustibus